# مایکل پلاتینی مسکوئیتا
مایکل پلاتینی مسکوئیتا (به پرتغالی: Michel Platini Ferreira Mesquita) مهاجم اهل برزیل است که در شهر Ceilândia و در تاریخ ۸ سپتامبر ۱۹۸۳ به دنیا آمده‌است.
مایکل پلاتینی مسکوئیتا در تیم‌های فوتبال Brazlândia سابقهٔ حضور دارد.